# Aethiora fuliginea
Aethiora fuliginea là một loài bọ cánh cứng trong họ Cerambycidae.